# Otakar Schiffner
Otakar Schiffner (3. července 1882 – 2. září 1912) byl významným členem a financiérem Sokola Pražského.

## Podrobněji
Otakar Schiffner se velkou měrou zasadil o dostavbu historicky první sokolovny v Sokolské ulici v Praze na Novém městě. Značným dílem se O. Schiffner rovněž finančně podílel na rozšíření tohoto objektu o tak zvaný Tyršův sál. Ve své závěti odkázal Schiffner sokolské organizaci nezanedbatelné peněžní prostředky. Na jeho přání byla (i z části těchto prostředků) vybudována hrobka na pražských Olšanských hřbitovech. (Olšanský hřbitov V, oddělení 16, hrob číslo 50), kam byly (v 70. letech 20. století) přeneseny urny dalších významných činovníků Sokola. Tyto urny byly původně umístěny v Scheinerově síni sokolovny, která byla v 60. a 70. letech 20. století rozsáhle rekonstruována. Finanční prostředky z odkazu Otakara Schiffnera byly také použity ke zbudování hrobky zakladatelů Sokola: Jindřicha Fügnera a Miroslava Tyrše.

## Poznámka
Urny významných činovníků Sokola, které jsou uloženy v hrobce Otakara Schiffnera:
- Matěj Šmíd (1836–1907),
- Kleméňa Hanušová (1845–1918),
- Karel Stüdl (1846–1931),
- František Kožíšek (1856–1930),
- Viktor Homola (1853–1931),
- Václav Borovička (1867–1948),
- Ing. Jan Prokop (1870–1934),
- JUDr. Jar. Urban (1875–1951),
- Karel Zindl (1875–1930),
- Ing. Václav Vorel (1881–1932),
- Václav Fišer (1886–1946),
- Antonín Šošolík (1890–1959) a
- schrána se srdcem manželky Miroslava Tyrše Renáty Tyršové (1854–1937), která si přála srdcem zůstat právě v Sokolovně. Její tělo se nachází v hrobce zakladatelů Sokola: Jindřicha Fügnera a Miroslava Tyrše.[2][1]

## Galerie

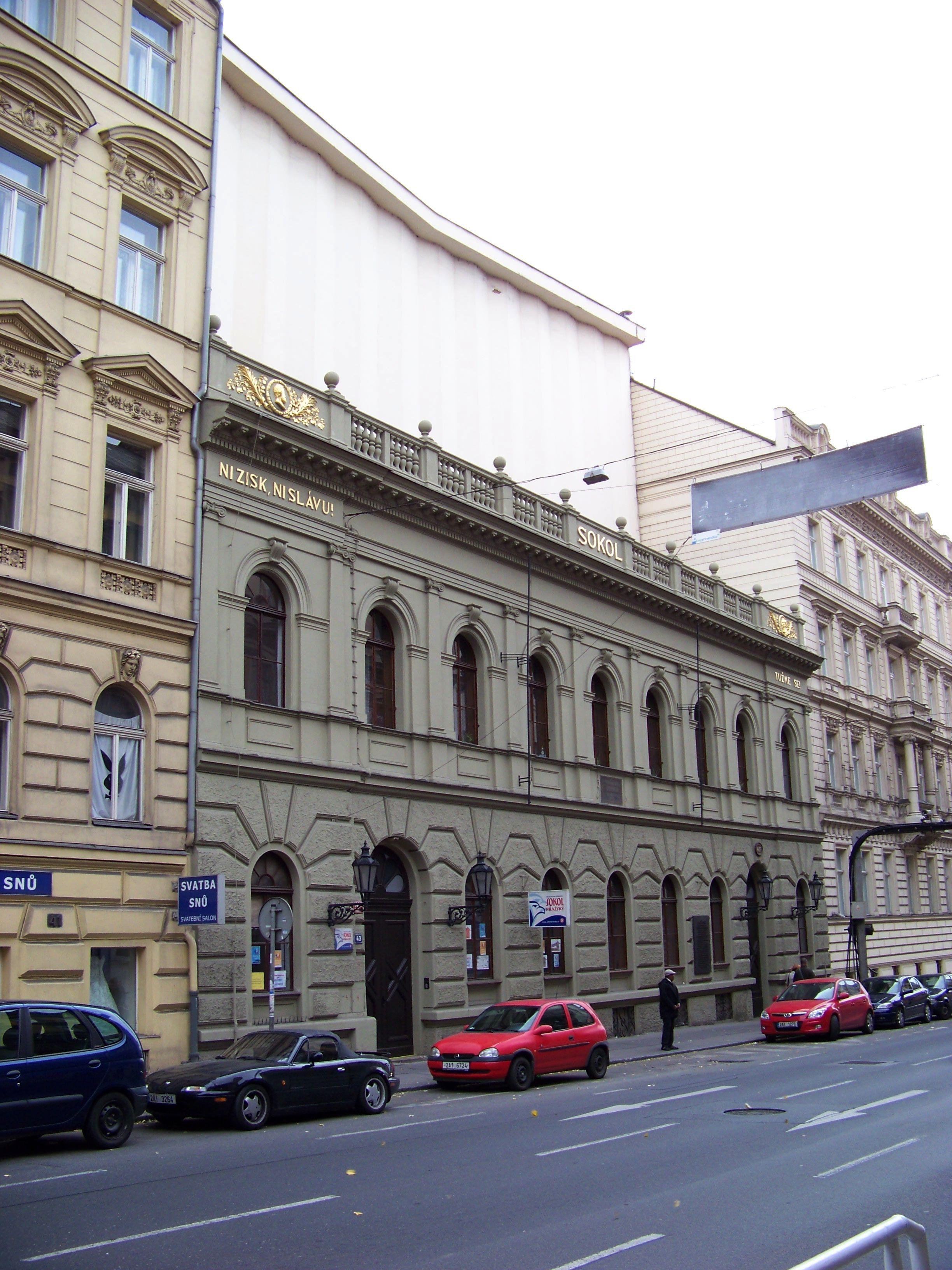
Novoměstská sokolovna v pražské Sokolské ulici č. 1437/43 na Novém Městě v městské části Praha 2
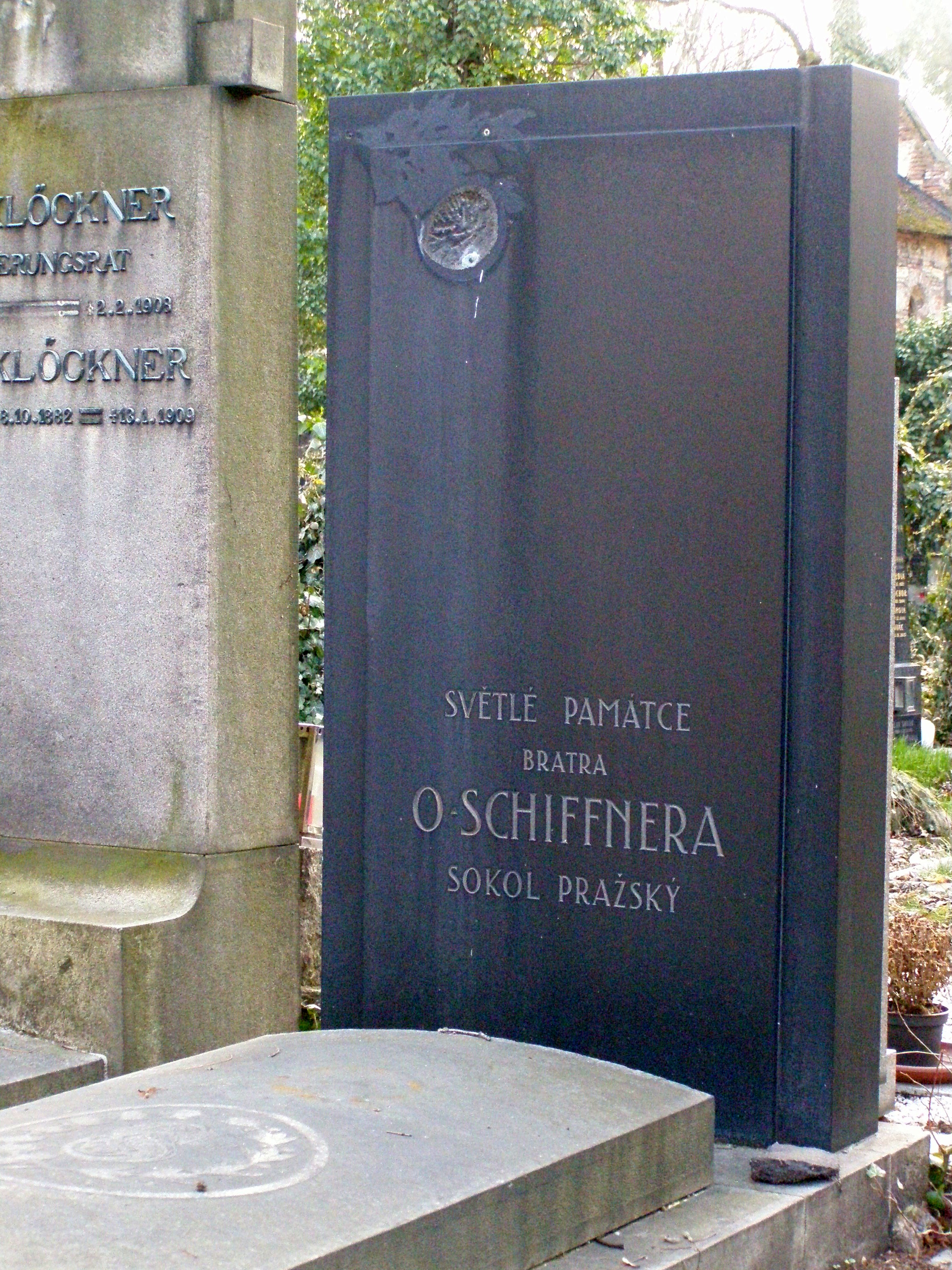
Hrobka Otakara Schiffnera na pražských Olšanech
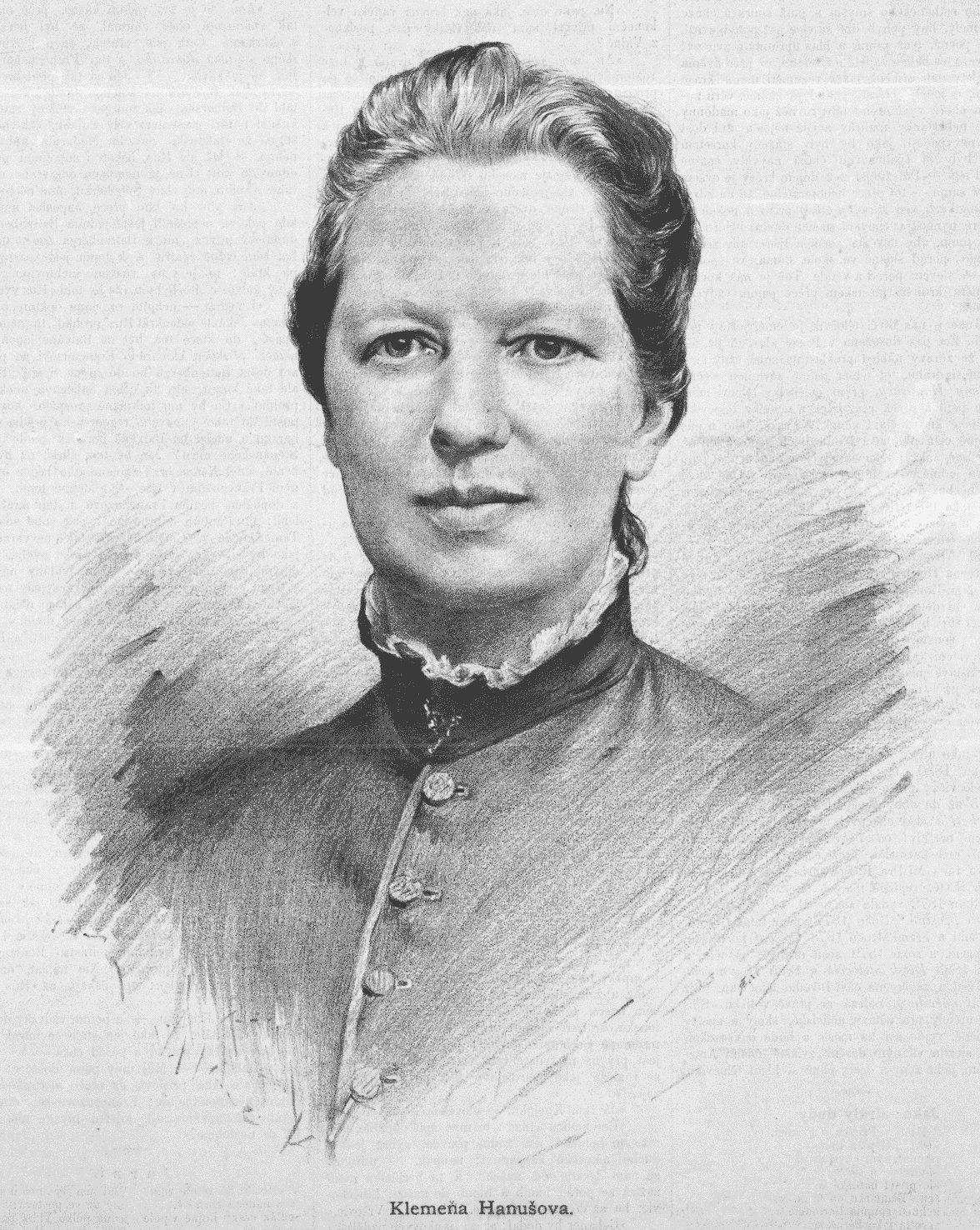
Kleméňa Hanušová
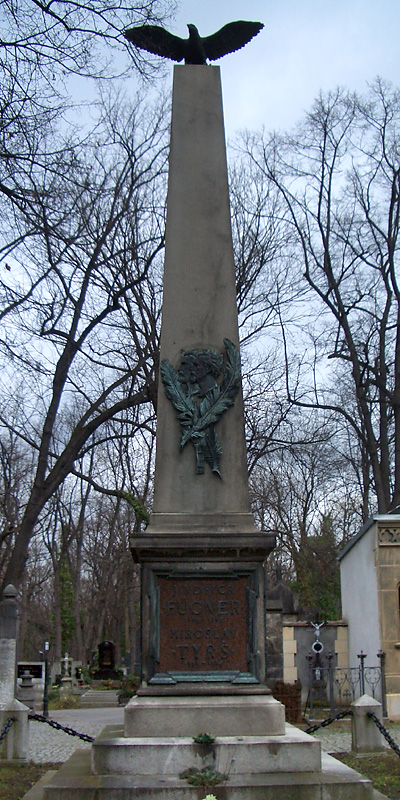
Společný hrob rodiny Fügnerovy a Tyršovy na pražských Olšanech
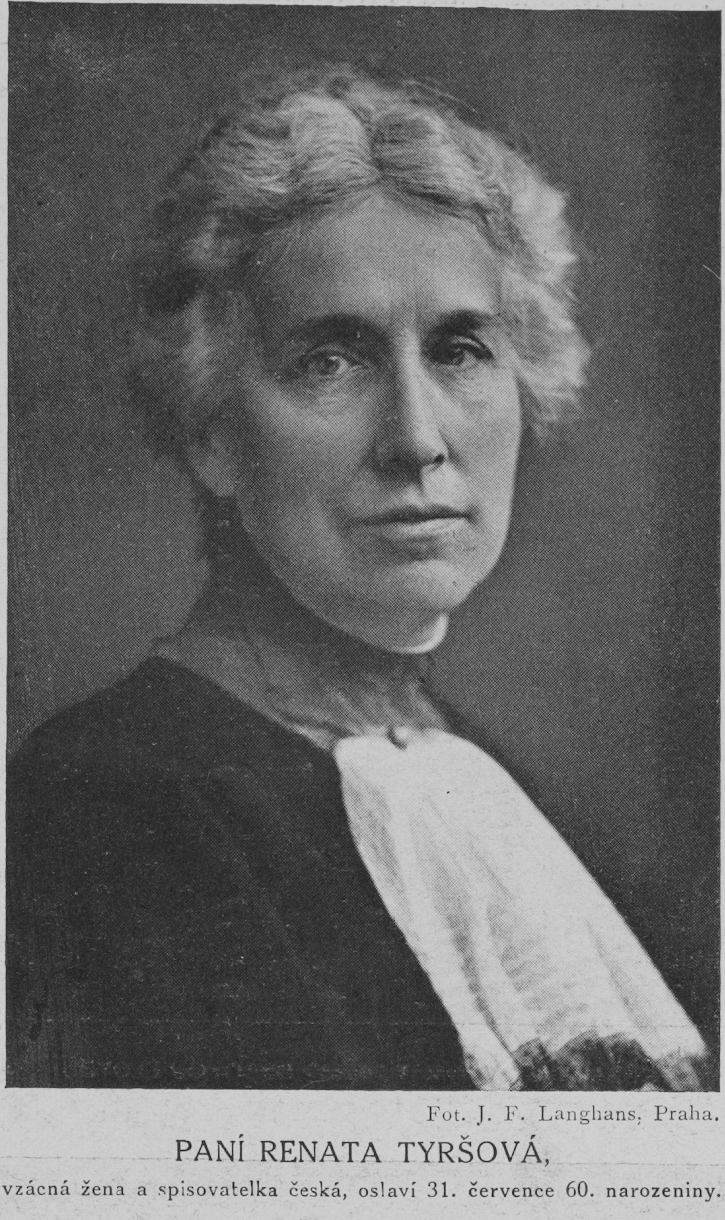
Renáta Tyršová